# Omloop van het Waasland 1981
 De 17e editie van de Belgische wielerwedstrijd Omloop van het Waasland vond plaats op 22 maart 1981. De start en finish vonden plaats in Kemzeke. De winnaar was Patrick Versluys, gevolgd door Willy Teirlinck en Jos Van De Poel.

## Uitslag
| Omloop van het Waasland 1981 |                  |                               |         |
| Plaats                       | Naam             | Ploeg                         | Tijd    |
| Winnaar                      | Patrick Versluys | Boule d'Or-Colnago-Campagnolo | 5u34'0" |
| 2                            | Willy Teirlinck  | Boston-Mavic                  | z.t.    |
| 3                            | Jos Van De Poel  | Vermeer-Thijs                 | z.t.    |

1965 · 1966 · 1967 · 1968 · 1969 · 1970 · 1971 · 1972 · 1973 · 1974 · 1975 · 1976 · 1977 · 1978 · 1979 · 1980 · 1981 · 1982 · 1983 · 1984 · 1985 · 1986 · 1987 · 1988 · 1989 · 1990 · 1991 · 1992 · 1993 · 1994 · 1995 · 1996 · 1997 · 1998 · 1999 · 2000 · 2001 · 2002 · 2003 · 2004 · 2005 · 2006 · 2007 · 2008 · 2009 · 2010 · 2011 · 2012 · 2013 · 2014 · 2015 · 2016 · 2017 · 2018 · 2019 · 2020 · 2021 · 2022 · 2023 · 2024